# Glanges
Glanges település Franciaországban, Haute-Vienne megyében. Lakosainak száma 510 fő (2022. január 1.). Glanges Saint-Bonnet-Briance, Linards, Saint-Genest-sur-Roselle, Saint-Germain-les-Belles, Saint-Méard, Saint-Vitte-sur-Briance, Vicq-sur-Breuilh és Magnac-Bourg községekkel határos.

## Népesség
A település népességének változása:
| Lakosok száma | 516  | 513  | 525  | 512  | 510  | 507  | 507  | 504  | 510  |
|               | 2013 | 2015 | 2016 | 2017 | 2018 | 2019 | 2020 | 2021 | 2022 |